# Condado de Lumbrales
El condado de Lumbrales es un título nobiliario español creado por real decreto de 11 de mayo de 1888 y real despacho de 19 de diciembre de 1888 por la reina regente María Cristina, durante la menoridad del rey Alfonso XIII de España, a favor de Ricardo Jaime Pinto da Costa y Fernández, hijo adoptivo e hijo predilecto de Salamanca, a la cual se encontraba ligado por su matrimonio, por sus  servicios a la provincia de Salamanca. El rey Luis I de Portugal concedió por decreto de 23 de abril de 1889 a Ricardo Jaime Pinto da Costa y Fernández la autorización de aceptación y de su uso el título en Portugal, a título póstumo, ya que Ricardo Jaime había fallecido tres meses antes.
Todos los miembros de esta familia, han estado siempre muy vinculados con Portugal, donde han tenido siempre su residencia, incluido el actual titular del condado de Lumbrales. El título ha sido siempre reconocido tanto en Portugal como en España.

## Denominación
Su denominación hace referencia al municipio de Lumbrales, en la provincia de Salamanca.

## Condes de Lumbrales

Escudo de Lumbrales, provincia de Salamanca

|                                     | Titular                                  | Periodo                   |
| Creación por Alfonso XIII           | Creación por Alfonso XIII                | Creación por Alfonso XIII |
| ----------------------------------- | ---------------------------------------- | ------------------------- |
| I                                   | Ricardo Jaime Pinto da Costa y Fernández | 1888-1899                 |
| II                                  | Juan Víctor Pinto da Costa Bartol        | 1899-1932                 |
| Rehabilitación por Francisco Franco |                                          |                           |
| III                                 | João Pinto da Costa Leite                | 1965-1975                 |
| Rehabilitación por Juan Carlos I    |                                          |                           |
| IV                                  | António Jaime de Séguier Pinto da Costa  | 1987-2021                 |
| V                                   | João Maria Doat Pinto da Costa Lumbrales | 2021-actual titular       |

## Historia de los condes de Lumbrales

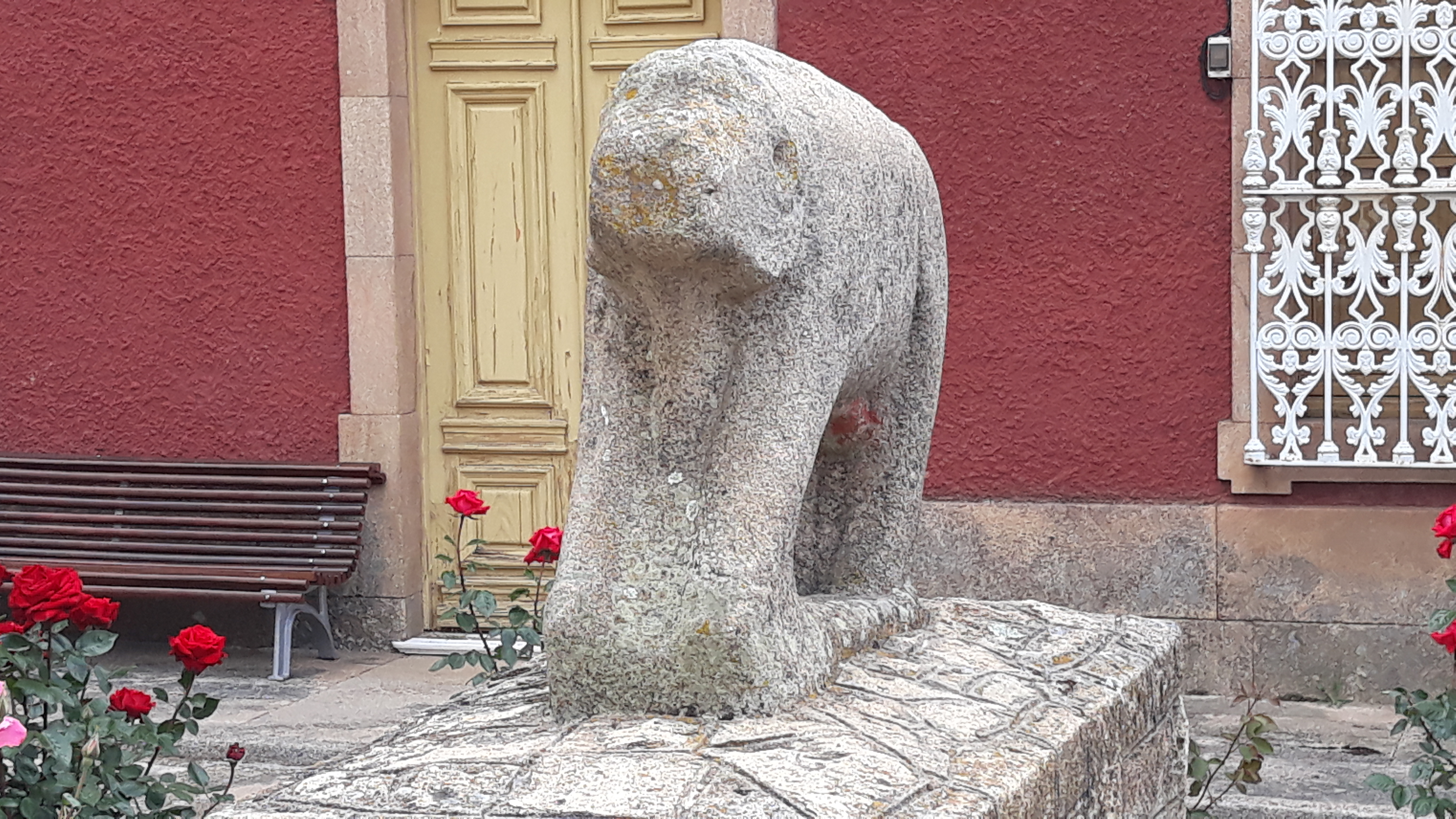
Burro de la Barrera, en Lumbrales frente a la casa mandada a construir por el I conde de Lumbrales

- Ricardo Pinto da Costa y Fernández (Santa Marinha, Vila Nova de Gaia, 31 de octubre de 1828-16 de enero de 1899), I conde de Lumbrales,[2] propietario y banquero en la ciudad de Oporto, presidente de la Asociación Comercial de Oporto, gran-cruz de la Real Orden de Isabel la Católica, comendador de la Real Orden Militar de Nuestro Señor Jesús Cristo de Portugal, comendador de la Real y Distinguida Orden Española de Carlos III, hijo de João Pinto da Costa (n. 21 de febrero de 1799) y de su esposa Ana Emília dos Reis.

Casó el 2 de diciembre de 1854 con Francisca Bartol y Pérez (n. 14 de marzo de 1827), propietaria en Lumbrales, provincia de Salamanca, hija de Juan Antonio Bartol y de Cayetana Pérez. Le sucedió, en 1899, su hijo:
- Juan Víctor (en portugués João Vítor) Pinto da Costa Bartol (Lumbrales, 28 de julio de 1858-Oporto, 5 de marzo de 1932), II conde de Lumbrales,[2][3] comendador de la Real Orden Militar de Nuestra Señora de la Concepción de Villaviciosa.

Casó el 25 de septiembre de 1902 con Judite Emília Martins Pinto Ferreira (n. 29 de noviembre de 1878), hija de João Pinto Ferreira Leite y de Emília Martins. Su hija Maria Francisca Pinto da Costa Leite (n. 29 de marzo de 1908) casó con José Gualberto Chaves Marques de Sá Carneiro, abogado, diputado, etc, padres de Francisco Manuel Lumbrales de Sá Carneiro, primer-ministro de Portugal. Le sucedió, en 2 de diciembre de 1964, su hijo:
Rehabilitado en 1965:
- João Pinto da Costa Leite (Oporto, 3 de febrero de 1905-31 de diciembre de 1975), III conde de Lumbrales,[2][6] doctorado en Derecho por la Facultad de Derecho de la Universidad de Coímbra, donde ascendió a profesor catedrático, ministro de las Finanzas de Portugal de 1940 a 1950, ministro de las Obras Públicas de Portugal de 1943 a 1944, ministro interino del Interior de Portugal en 1944 y ministro de la Presidencia del Consejo de Ministros de Portugal de 1950 a 1955, presidente de la Cámara Corporativa de Portugal, presidente de la Comisión Ejecutiva de la Unión Nacional en Portugal, presidente de la Junta Central de la Legión Portuguesa, socio de la Academia de las Ciencias de Lisboa, etc.

Casó con Maria Amália Pires de Vasconcelos de Séguier Pereira (Oporto, 6 de mayo de 1903-1980), pariente de los vizcondes y condes de Sieuve de Meneses en Portugal. Le sucedió, por rehabilitación, su hijo:
Rehabilitado en 1987:
- António Jaime de Séguier Pinto da Costa (Coímbra, 28 de julio de 1935-Coímbra, 2 de julio de 2021), IV conde de Lumbrales.[7]

Casó con Ana María Doat (n. Francia, 22 de septiembre de 1950). Padres de João Maria Doat Pinto da Costa Lumbrales (n. Francia, 20 de agosto de 1981), de Anaïs Geneviève Marie Doat Pinto da Costa Lumbrales (n. Madrid, 2 de diciembre de 1984) y de Diane Marie Doat Pinto da Costa Lumbrales (n. Madrid, 22 de mayo de 1991). Sucedió su hijo:
- João Maria Doat Pinto da Costa Lumbrales (n. Francia, 20 de agosto de 1981), V conde de Lumbrales.[8]